# Пьянное
Пьянное (укр. П'яннє, до 2016 г. — Радянское) — село в Острожецкой сельской общине Дубенского района Ровненской области Украины.
До 2020 года входило в Млиновский район.
Население по переписи 2001 года составляло 544 человека. Почтовый индекс — 35113. Телефонный код — 3659. Код КОАТУУ — 5623886801.